# Pteridomania

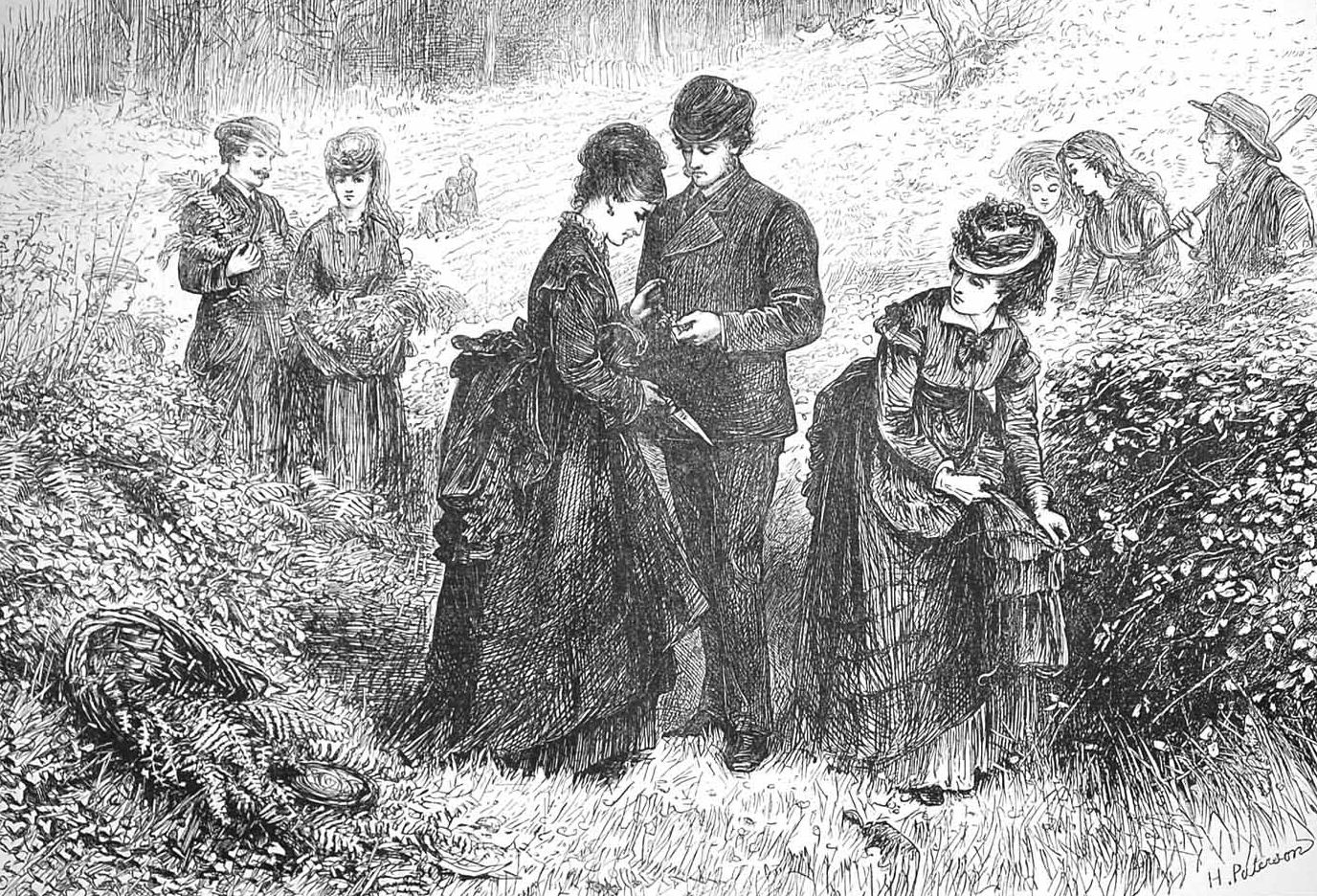
Ilustração de pessoas recolhendo samambaias em 1871 por The Illustrated London News.

Pteridomania (da língua grega: Mania de samambaias) foi um período de obsessão ocorrido entre o século XIX, onde os vitorianos de todo o oceano atlântico recolhiam samambaias e mantinham-nas em jarros, normalmente fazendo conjuntos de pessoas, assistentes pessoais e piqueniques, onde cada vitoriano coletava normalmente uma quantidade de samambaias entre 50 e 100 em sua mão esquerda, depois amarrando-as em conjunto e colocando em cestas. Então, posteriormente seu assistente pessoal transferia as samambaias coletadas para caixas, guardando-as para vender no mercado de primavera e verão, ulteriormente no outono, guardavam o resto das samambaias e vendiam no mercado de inverno.
Onde cada colheita de samambaias duravam normalmente até o anoitecer. Após o anoitecer, os materiais eram recolhidos e as pessoas saíam das florestas.

## Cultivo
No dia seguinte após colheita de outono, o coletor de samambaias empilhava suas samambaias em estufas frias anexadas, formando um estoque para a venda de inverno e primavera, em seguida colocavam uma camada de musgo úmido com 7,5 centímetros sobre as samambaias. Conforme a temperaturas diminuíam, era adicionado vidro, posteriormente tábuas de madeira e, no final, era adicionado 60 centímetros de feno ou folhas. Onde a cada três semanas, o coletor visitava seu estoque e retirava a quantidade suficiente para atender os pedidos dos floristas.